# متلازمة الفلح الوجهي لمالبوش
متلازمة الفلح الوجهي لمالبوش، المعروفة أيضًا بمتلازمة مالبوش، أو متلازمة الفلح الوجهي-النوع الغجري، هي متلازمة خلقية نادرة، تتظاهر على شكل فلح وجهي (شق في العظام والأنسجة الرخوة في الوجه، بما في ذلك الشفة والحنك)، وناتئة ذنبانية (ذيل بشري)، وإعاقة في النمو، والتطوّر الذهني، وتشوّهات في الجهاز البولي (الكليتين)، والأعضاء التناسلية الذكرية. قد نجد تشوّهات قلبية أو هيكلية لدى بعض المرضى. وُصفت المتلازمة لأول مرّة من قبل جورج مالبوش وزملائه في عام 1983. يُعتقد أنّها مرتبطة وراثيًّا بمتلازمة جوربيرج هايورارد. اُعتبرت متلازمة مالبوش أيضًا جزءًا من طيف من الاضطرابات الوراثية الخلقية المرتبطة بتشوّهات متماثلة في الوجه والجهاز البولي التناسلي والهيكل العظمي. يضم طيف المتلازمات هذا كل من متلازمة مالبوش، ومتلازمة مايكل، ومتلازمة مينغاريلي-كارنفال. يعتقد أن سبب هذه المتلازمات هي طفرات تصيب مورّثتي «إم إي أس بّي-1» و«كوليك-11». معدّل حدوث متلازمة مالبوش غير معروف حتى الآن. نمط وراثة المتلازمة من النوع الجسدي المتنحي، ما يعني أن المورّثة المعيبة المسبّبة للمتلازمة موجودة على صبغي جسدي، ويجب أن يرث الشخص نسختين من المورّثة للإصابة بالمتلازمة.

## التدبير
يمكن تصحيح العديد من التشوهات الخلقية المرافقة لمتلازمة مالبوش جراحيًا، وتشمل: الشفة المشقوقة والحنك المشقوق، والقيلة السرّية، والتشوهات البولية التناسلية، والقحفية الوجهية، والتشوهات الهيكلية مثل الزائدة الذيلية، أو الجنف، وفتق السرة. يتركّز الاهتمام الرئيسي عند تطبيق هذه الإجراءات عند حديثي الولادة المصابين باضطرابات خلقية بما في ذلك متلازمة مالبوش على لوجستيات التخدير. يمكن أن يعيق فم الرضيع الصغير جدًّا، أو غير المتطّور بشكل طبيعي التنبيب الرغامي المستخدم لتأمين الطريق الهوائي عند التخدير العام. قد يعيق الجنف عند تطبيق التخدير الناحي بعض الإجراءات مثل الإحصار النخاعي، ويجعلها صعبة التنفيذ. تناول تقرير في عام 2010 حالة فتاة تبلغ من العمر أربع سنوات مصابة بمتلازمة مالبوش، كانت الفتاة تستعد لعمل جراحي غير متعلق بالمتلازمة (استئصال لوزتين وناميات). واجه فريق التخدير صعوبة كبيرة عند إجراء التنبيب الرغامي، وكان إدخال المنظار الحنجري لتحديد الموضع الصحيح للأنبوب الرغامي شاقًّا للغاية بسبب صغر حجم الفك المرافق للمتلازمة. تمكّن الفريق في النهاية من إجراء التنبيب بنجاح، بعد استبدال المنظار الحنجري بآخر ذي قياس أصغر.
تناول تقرير آخر في عام 2007 متابعة نادرة لذكر مصاب بمتلازمة مالبوش، لم تترافق فترة الحمل أو الولادة بأي اضطرابات تذكر، ثمّ خضع الطفل لعملية جراحية لإصلاح الشفة والحنك المشقوقَين، لم يبلّغ عن أي مضاعفات أو اضطرابات مرافقة للإجراء. شُخّص لدى الطفل اضطراب قلبي (خلل في الحاجز الأذيني)، لكنّه لم يتطلّب أي تداخل جراحي. شُخَّص لدى الطفل في عمر الثلاث سنوات تخلّف عقلي، وفرط نشاط، ووسواس قهري، شُخِّص ضعف السمع عندما كان في السنة السادسة من عمره، ودُبّر بالمعينات السمعية. على مدار العقد التالي، خضع الطفل لتقييمات نفسية متعددة. أبدى الطفل في عامه الرابع عشر خوفًا من الاتّصال الجسدي، عندما بلغ الطفل عامه الخامس عشر، عانى من نوبة ذهانية شديدة، تميّزت بالهياج، وفقدان التثبيط الجنسي الاجتماعي. عولجت الأعراض آنفة الذكر دوائيًّا. حافظ في سن 17 على درجة منخفضة من التخلف العقلي، ولكنّه عانى خلال لحظات معينة من لفظ صدوي قسري (ترديد أصوات الأخرين).